# Ilya Gurevich
Ilya Gurevich, auch Ilja Gurewitsch (* 8. Februar 1972 in Kiew), ist ein US-amerikanischer Großmeister im Schach. 

## Leben
Gurevich emigrierte als Kind in die USA. Er gewann 1984 im Alter 13 Jahren die Weltmeisterschaft der unter 14-Jährigen (U14) in Lomas de Zamora (Argentinien). 1986 belegte er bei den U16-Weltmeisterschaften im argentinischen Río Gallegos den zweiten Platz. Mit 18 Jahren, als amtierender Juniorenmeister der Vereinigten Staaten, wurde er 1990 in Chile U20-Juniorenweltmeister: Er belegte zusammen mit dem Letten Alexei Schirow punktgleich den ersten Platz, beide erzielten 10,5 Punkte aus 13 Partien, gewann aber aufgrund der besseren Feinwertung den Weltmeistertitel. Durch diesen Erfolg erhielt Gurevich den Titel Internationaler Meister.
Im Jahr darauf gewann er, am zweiten Brett spielend, mit dem US-amerikanischen Team die Silbermedaille bei der U26-Mannschaftsweltmeisterschaft – hinter der Mannschaft der UdSSR, für die unter anderem der spätere Schachweltmeister Wladimir Kramnik antrat.
Ilya Gurevichs Elo-Zahl beträgt 2586 (Stand: August 2014), er wird jedoch als inaktiv geführt, da er seit dem North American Open im Dezember 2000 in Las Vegas keine gewertete Partie mehr gespielt hat. Dies ist gleichzeitig die höchste von ihm erreichte Elo-Zahl.

## Veröffentlichungen
- Larry Christiansen, John Fedorowicz, Ilya Gurevich: On Top of The Chess World. The 1995 World Chess Championship Match. Hypermodern Press, San Francisco 1995, ISBN 1-886040-20-6.
- GM Best Game Collection DVD Series: Ilya Gurevich's Best Games Volume 1. ChessOnDVD. (DVD)